# Enkelados

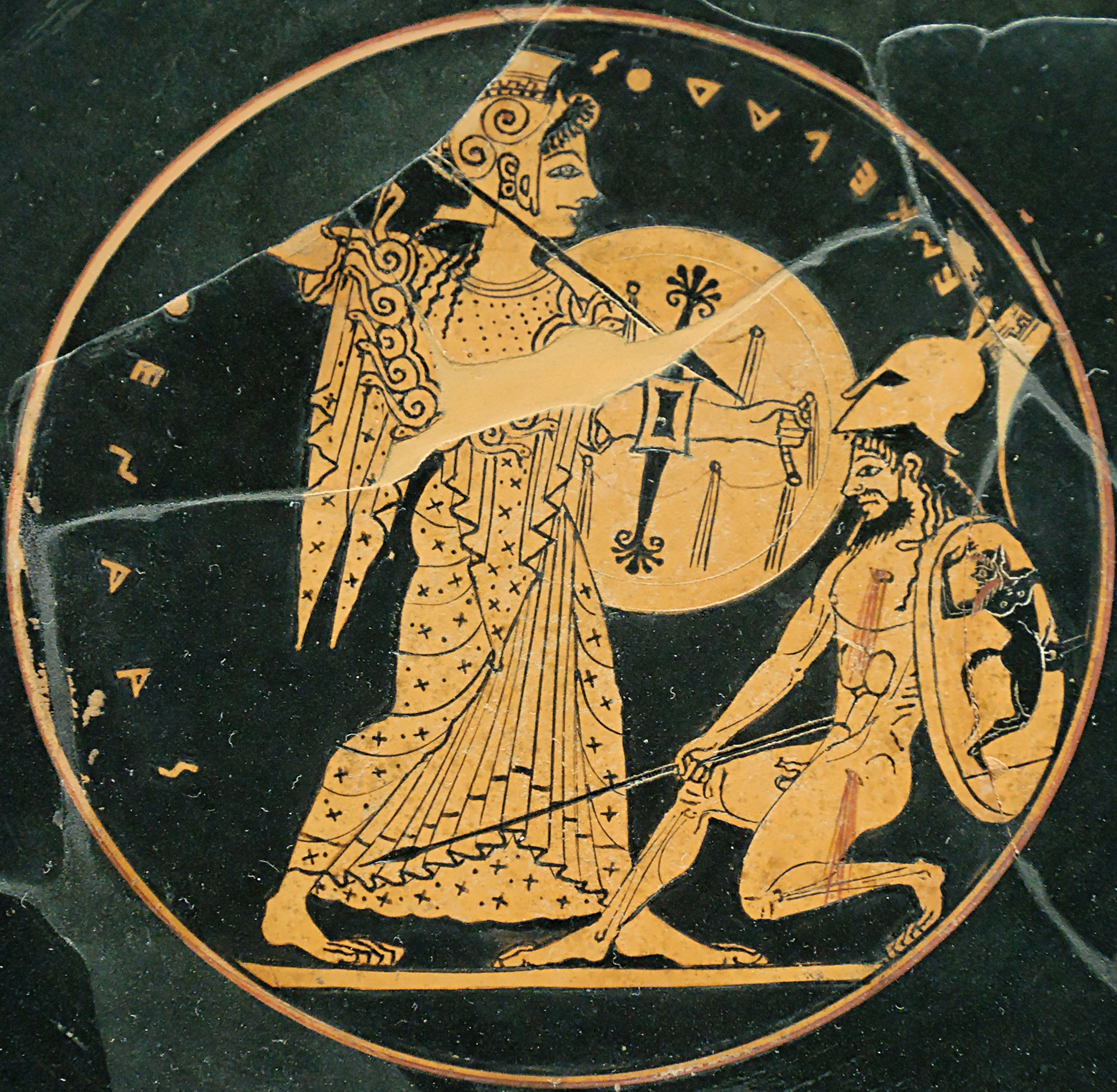
Enkelados und Athene auf einem attisch-rotfigurigen Teller ca. 525 v. Chr

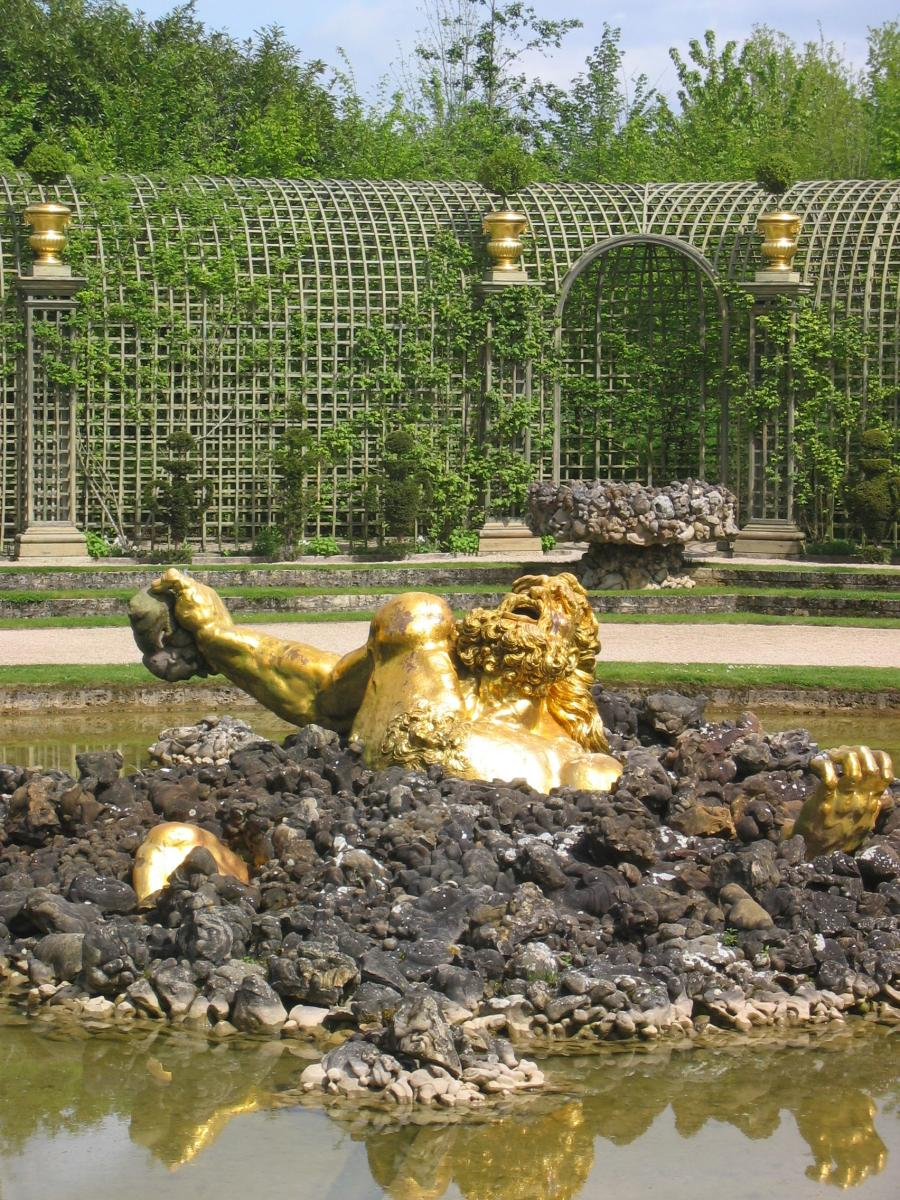
Darstellung des Enkelados im Garten des Schlosses von Versailles

Enkelados (altgriechisch Ἐγκέλαδος Enkélados, deutsch ‚der Tobende‘, lateinisch Enceladus, von κελαδέειν keladéein, deutsch ‚rauschen, lärmen, schreien‘) ist der Name eines Giganten aus der griechischen Mythologie. 

## Abstammung
Enceladus wird in der Namensliste der Bibliotheke des Apollodor als Sohn der Gaia und dem Blut des Uranos, das bei seiner Entmannung auf Gaia fällt, genannt. Bei Vergil und in der Namensliste der Dionysiaka von Nonnos wird nur die Mutter Gaia genannt. In der Namensliste im Prefatio von Hyginus ist er der Sohn der Ge und des Tartaros.

## Mythos
In der Gigantomachie wird er als Gegner von Zeus, Dionysos oder der Athene beschrieben. Am verbreitetsten ist die Konstellation mit Athene.
Nach Pausanias warf Athene ihren Streitwagen nebst Pferden nach ihm. In der Bibliotheke und bei Kallimachos begrub sie ihn unter dem Ätna, nach Philostratos warf sie ganz Sizilien auf ihn, damit er sich nicht mehr gegen die Götter erheben konnte.
In Nonnos Dionysiaka wird Enkelados von Bacchus mit einem Kugelhagel aus Laub zurückgeworfen. Erst als Gaia ihm im Falle des Sieges Athene als Bettgenossin verspricht, kämpft er weiter. Dionysos verbrennt Enkelados’ Körper mit einer Feuersbrunst, dieser wird aber erst von einem Donnerkeil des Zeus besiegt.

## Moderne Rezeption
Der Saturnmond Enceladus wurde nach dem Giganten in latinisierter Form benannt.